# 吉田則昭
吉田則昭（よしだ のりあき、1965年）は、日本の社会学者。専門分野はメディア史、ジャーナリズム史、社会学、大衆文化論、占領期・冷戦期研究。
東京都出身。立教大学社会学部卒業、同大学院社会学研究科博士課程修了。博士（社会学）。

## 単著
- 『戦時統制とジャーナリズム　１９４０年代メディア史』　（昭和堂、2010年）
- 『緒方竹虎とCIA　アメリカ公文書が語る保守政治家の実像』　（平凡社、2012年）

## 編著
- 『雑誌メディアの文化史　変貌する戦後パラダイム』　増補版（森話社、2017年）

## 共著
- 『出版メディア入門』　（日本評論社、2006年）
- 『占領期文化をひらく』　（早稲田大学出版部、2006年）
- 『ジャーナリズム用語事典』（共訳）（国書刊行会、2009年）
- 『占領期雑誌資料大系　大衆文化編』第三巻解説（岩波書店、2009年）
- 『占領期のキーワード100　1945-1952』（青弓社、2011年）
- 『出版メディア入門』第２版　（日本評論社、2012年）
- 『占領期生活世相誌資料Ⅲ　メディア新生活』解説（新曜社、2016年）
- 『大衆文化とナショナリズム』（森話社、2016年）
- 『日本メディア史年表』「出版」（吉川弘文館、2018年）
- 『歴代自民党総裁のリーダーシップ1 総裁代行委員～第四代総裁』（学文社、2023年）
- 『郡上村に電話がつながって50年』（クロスカルチャー出版、2024年）
- 『戦後出版文化史のなかのカストリ雑誌』（勉誠社、2024年）

## 論文
- 「展望：占領期雑誌研究の15年」『日本近代文学』96号（2017年）
- 「出版人としての石橋湛山 －戦後の出版団体会長就任－」『自由思想』159号（一般財団法人石橋湛山記念財団、2021年）
- 「出版人・ソ連文化プロモーターとしての大竹博吉の戦後 : 占領期・50年代におけるナウカ社の活動」『インテリジェンス』21号　（20世紀メディア研究所、2021年）
- 「占領期・1950年代ソビエト映画紹介者としての土方敬太」『インテリジェンス』23号　（20世紀メディア研究所、2023年）

## 資料解説
- 「『ソビエト・グラフ』解説」（電子書籍、かなえ、2022年７月）
- 「『ソヴェト文化』解説・総目次・索引」（不二出版、2016年７月）
- 「『出版文化』解説」（金沢文圃閣、2003～2004年）